# Horsens Stallions 2019
Questa voce raccoglie le informazioni riguardanti gli Horsens Stallions nelle competizioni ufficiali della stagione 2019.

## Danmarksserien 2019

### Prima fase
| Vejle 6 aprile 2019, ore 14:00 | Triangle Razorbacks II | 30 – 18 referto | Horsens Stallions | Vejle Atletikstadion |

| Randers 5 maggio 2019, ore 14:00 | Randers Rednex | 40 – 0 referto | Horsens Stallions | Thunder Field |

| Horsens 11 maggio 2019, ore 14:00 | Horsens Stallions | 42 – 32 referto | Holstebro Dragons/ AaB 89ers II | Dagnæs Stadion |

| Horsens 17 maggio 2019, ore 14:00 | Horsens Stallions | 54 – 34 referto | Svendborg Admirals | Dagnæs Stadion |

| Horsens 30 maggio 2019, ore 14:00 | Horsens Stallions | 6 – 36 referto | Aarhus Tigers II | Dagnæs Stadion |

| Horsens 8 giugno 2019, ore 14:00 | Horsens Stallions | 0 – 6 referto | Herning Hawks | Dagnæs Stadion |

| Middelfart 30 giugno 2019, ore 14:00 | Middelfart Stingers /Kolding Guardians | 12 – 28 referto | Horsens Stallions | Hyllehøjskolen |

### Seconda fase
| Horsens 10 agosto 2019, ore 14:00 | Horsens Stallions | 0 – 50 referto | Avedøre Monarchs | Dagnæs Stadion |

| Horsens 18 agosto 2019, ore 14:00 | Horsens Stallions | 50 – 0 referto | Aarhus Tigers II | Dagnæs Stadion |

| Randers 1º settembre 2019, ore 14:00 | Randers Rednex | 38 – 0 referto | Horsens Stallions | Thunder Field |

| Herning 15 settembre 2019, ore 14:00 | Herning Hawks | 14 – 8 referto | Horsens Stallions | Herning Atletikstadion |

## Statistiche di squadra
| Competizione | %Vittorie | In casa | In casa | In casa | In casa | In casa | In casa | In trasferta | In trasferta | In trasferta | In trasferta | In trasferta | In trasferta | Totale | Totale | Totale | Totale | Totale | Totale |
| Competizione | %Vittorie | G       | V       | N       | P       | Pf      | Ps      | G            | V            | N            | P            | Pf           | Ps           | G      | V      | N      | P      | Pf     | Ps     |
| ------------ | --------- | ------- | ------- | ------- | ------- | ------- | ------- | ------------ | ------------ | ------------ | ------------ | ------------ | ------------ | ------ | ------ | ------ | ------ | ------ | ------ |
| Prima fase   | .429      | 4       | 2       | 0       | 2       | 102     | 108     | 3            | 1            | 0            | 2            | 46           | 82           | 7      | 3      | 0      | 4      | 148    | 190    |
| Seconda fase | .250      | 2       | 1       | 0       | 1       | 50      | 50      | 2            | 0            | 0            | 2            | 8            | 52           | 4      | 1      | 0      | 3      | 58     | 102    |
| Totale       | .364      | 6       | 3       | 0       | 3       | 152     | 158     | 5            | 1            | 0            | 4            | 54           | 134          | 11     | 4      | 0      | 7      | 206    | 292    |